# Kanton Entre Seille et Meurthe
Kanton Entre Seille et Meurthe (fr. Canton d'Entre Seille et Meurthe) je francouzský kanton v departementu Meurthe-et-Moselle v regionu Grand Est. Tvoří ho 39 obcí. Zřízen byl v roce 2015.

## Obce kantonu
| - Abaucourt - Armaucourt - Arraye-et-Han - Autreville-sur-Moselle - Belleau - Belleville - Bey-sur-Seille - Bezaumont - Bouxières-aux-Dames - Bratte - Brin-sur-Seille - Chenicourt - Clémery - Custines - Dieulouard - Éply - Faulx - Jeandelaincourt - Landremont - Lanfroicourt | - Lay-Saint-Christophe - Létricourt - Leyr - Mailly-sur-Seille - Malleloy - Millery - Moivrons - Montenoy - Morville-sur-Seille - Nomeny - Phlin - Port-sur-Seille - Raucourt - Rouves - Sainte-Geneviève - Sivry - Thézey-Saint-Martin - Ville-au-Val - Villers-lès-Moivrons |